# Free Radical Design
Free Radical Design Ltd. — британський розробник відеоігор зі штаб-квартирою у Ноттінгемі. Компанію заснували Девід Доак, Стів Елліс, Карл Гілтон і Ґрем Норгейт у Сток-он-Тренті, Англія в квітні 1999 року. У лютому 2009 року студію придбав німецький розробник відеоігор Crytek, перейменувавши її на Crytek UK, але вже в 2014 році студію закрили, а більшість співробітників перевелися до новоствореної Dambuster Studios. У травні 2021 року Deep Silver і Koch Media, що входять до складу холдингу Embracer Group з 2018 року, оголосили про перезаснування Free Radical Design, які почнуть розробку нової частини TimeSplitters, хоча вже в грудні 2023 року студія закрила свої двері назавжди, так і не випустивши жодної гри.

## Історія

### Free Radical Design: заснування і придбання Crytek (1999—2010)
Значна частина співробітників Free Radical Design (Девід Доак, Стів Елліс, Карл Гілтон, Ґрем Норгейт, Лі Рей та Джеймс Канлайф) були вихідцями з Rare, де працювали над шутерами від першої особи для Nintendo 64, зокрема GoldenEye 007 і Perfect Dark. У 1998—99 роках ця команда залишила Rare, щоб заснувати Free Radical Design, першим проєктом якої стала TimeSplitters для PlayStation 2 у 2000 році. Гра була відома своїм динамічним геймплеєм з особливим акцентом на мультиплеєрну складову. Якщо перша гра серії привернула до себе увагу завдяки гучним іменам розробників, колишніх співробітників Rare, то її продовження TimeSplitters 2 випущене у 2002 році було визнано найвище оціненим шутером від першої особи для PlayStation 2 на агрегаторі GameRankings.
Free Radical Design працювали над Star Wars: Battlefront III з 2006 по 2008 рік, проте видавець скасував цей проєкт на фінальній стадії розробки, коли за словами Стіва Елліса вона «була готова на 99 відсотків». Скасування цього проєкту після витрачених двох років на його розробку та погано прийнятий випуск наступної гри студії, Haze, стали першим кроком до майбутнього банкрутства розробника. Наприкінці 2008 року Activision звернулися до Free Radical Design з пропозицією розробки ремейка GoldenEye 007, переговори щодо якого провалилися і незабаром після цього студія оголосила про перехід на тимчасове адміністрування, що дозволяло компанії продовжувати роботу, незважаючи на неспроможність розрахуватися за боргами.
18 грудня 2008 року студія закрилася, пізніше було підтверджено її банкрутство, що залишило лише 40 співробітників з початкових 185, які все ще працювали в компанії. 3 лютого 2009 року сценарист Haze Роб Єскомб оголосив, що Free Radical Design були придбані німецьким розробником відеоігор Crytek. У 2010 році оновлена і перейменована на Crytek UK студія переїхала до нового офісу в центрі Ноттінгема, отримавши інвестиції в розмірі 50 млн фунтів стерлінгів.

### Crytek UK: фінансові труднощі і ліквідація (2010—2014)
У червні 2014 року з’явилася інформація про те, що Crytek не виплачували заробітну плату та затримували бонуси для працівників, і що в результаті кілька співробітників подали скарги та відмовилися з’явитися на роботу, а 30 співробітників вже покинули компанію через падіння морального духу у студії. Після початкових заперечень наявності проблем, Crytek все ж визнали, що компанія перебуває в «перехідній фазі», оскільки накопичує капітал для майбутніх проєктів, з особливим акцентом на онлайн.
30 липня 2014 року Crytek повідомили про продаж прав на ІВ Homefront (сиквел якої, Homefront: The Revolution, на той час розроблявся Crytek UK) компанії Koch Media, материнській компанії видавця Deep Silver, звільнивши більшу частину персоналу компанії-розробника. Crytek залишили без коментарів, чи була компанія повністю закрита, однак усіх співробітників було переведено до нової студії Dambuster Studios, де вони продовжили працювати над Homefront: The Revolution.

### Free Radical Design: відродження (2021—закриття)
У травні 2021 року Deep Silver і Koch Media, що входять до складу Embracer Group з 2018 року, оголосили про перезаснування студії Free Radical Design, яка почне розробку нової частини у серії TimeSplitters до кінця 2021. Засновники  оригінальної Free Radical Design Девід Доак та Стів Елліс приєдналися до складу реформованої студії зі штаб-квартирою в Ноттінгемі.
У листопаді 2023 року VGC повідомили про плани Embracer Group щодо закриття студії в рамках реструктуризації своїх дочірніх компаній, яка була запланована на 11 грудня, у випадку якщо не буде знайдено стороннього покупця. Працівники Free Radical Design підтвердили закриття студії 11 грудня.

## Розроблені відеоігри
| Рік                    | Назва                         | Платформи                                        | Видавці                | Дж.                    |
| Як Free Radical Design | Як Free Radical Design        | Як Free Radical Design                           | Як Free Radical Design | Як Free Radical Design |
| ---------------------- | ----------------------------- | ------------------------------------------------ | ---------------------- | ---------------------- |
| 2000                   | TimeSplitters                 | PlayStation 2                                    | Eidos Interactive      | [ 21 ]                 |
| 2002                   | TimeSplitters 2               | PlayStation 2, Xbox, GameCube                    | Eidos Interactive      | [ 22 ]                 |
| 2004                   | Second Sight                  | Microsoft Windows, PlayStation 2, Xbox, GameCube | Codemasters            | [ 23 ]                 |
| 2005                   | TimeSplitters: Future Perfect | PlayStation 2, Xbox, GameCube                    | Electronic Arts        | [ 24 ]                 |
| 2008                   | Haze                          | PlayStation 3                                    | Ubisoft                | [ 25 ]                 |
| Як Crytek UK           |                               |                                                  |                        |                        |
| 2011                   | Crysis 2                      | Microsoft Windows, PlayStation 3, Xbox 360       | Electronic Arts        | [ 26 ]                 |
| 2011                   | Crysis (порт)                 | PlayStation 3, Xbox 360                          | Electronic Arts        | [ 27 ]                 |
| 2013                   | Crysis 3                      | Microsoft Windows, PlayStation 3, Xbox 360       | Electronic Arts        | [ 28 ]                 |
| 2014                   | Warface                       | Xbox 360                                         | Microsoft Studios      | [ 29 ]                 |

### Скасовані ігри
- Star Wars: Battlefront III
- TimeSplitters 4
- Неназвана гра у серії TimeSplitters[en][30]